# Campiglossa siamensis
Campiglossa siamensis
 es una especie de insecto díptero que Hardy describió científicamente por primera vez en el año 1973.
Esta especie pertenece al género Campiglossa de la familia Tephritidae.